# Dom van Essen
De Dom van Essen (ook Munster van Essen) is de bisschopskerk van het bisdom Essen. De kerk draagt het patrocinium van de Maagd Maria en de heiligen Cosmas en Damianus. Het godshuis staat aan de Burgplatz in de oostelijke binnenstad van Essen.
Oorspronkelijk was het godshuis de kerk van het sticht Essen, dat rond 845 werd opgericht door Altfrid, de bisschop van Hildesheim. Om dit sticht ontwikkelde zich later de stad Essen. De huidige kerk, die na de verwoesting in de Tweede Wereldoorlog wederopgebouwd werd, is een na 1275 gebouwde gotische hallenkerk van lichte zandsteen. Het octogonale westwerk en de crypte zijn bewaarde delen van de ottoonse voorganger. Ten noorden van de munster is een kruisgang aangesloten. Tot de belangrijkste schatten van de kerk behoort de Gouden Madonna, het oudste Mariabeeld ten noorden van de Alpen.

## Geschiedenis
De huidige domkerk is de derde kerk op deze plek. De fundamenten van de voorgangerkerken werden in 1952 door Walter Zimmermann uitgegraven. Het eerste gebouw werd tussen 845 en 870 opgericht. Het betrof een drieschepige basiliek met dezelfde breedte van de midden- en zijschepen als die van de opvolgende kerken. In Keulse annalen is opgetekend dat deze kerk in het jaar 946 door brand werd beschadigd. Na de brand werd de kerk hersteld en uitgebreid met een crypte, een westwerk met daarvoor een atrium met een kapel gewijd aan Johannes de Doper. Deze kerk hield niet lang stand en werd ergens tussen 973 en 1058 door nieuwbouw vervangen. Van deze Ottoonse nieuwbouw zijn nog belangrijke bestanddelen bewaard gebleven. Nadat de kerk in 1275 volledig afbrandde werd begonnen met de gotische kerk; het westelijke deel en de crypte werden geïntegreerd in de nieuwbouw.
Vanuit de doopkapel ontwikkelde zich de Johannes de Doperkerk, de doop- en parochiekerk voor de onderdanen van het stift. In 1471 werd deze kerk vernieuwd en vergroot ten koste van het atrium van de domkerk. Hierdoor heeft het atrium de oorspronkelijke vorm teruggekregen zoals die vermoedelijk in de jaren 1060-1080 ontstond.
In de 18e eeuw werd de kerk gebarokkiseerd. De oude vieringtoren werd vervangen door een slanke dakruiter. De ramen verloren het gotische maaswerk en werden vergroot en de spitse torens werd vervangen door barokke uivormige torens. Ook het oude interieur werd vervangen zodat er weinig gotische interieurstukken zijn overgebleven. Omstreeks 1880 werden de barokke aanpassingen voor zover mogelijk ongedaan gemaakt. Het Ottoonse westwerk kreeg het oude aanzien terug, waarbij de architect Georg Humann een gotisering kon verhinderen. Van de barokke inrichting verdwenen enkele beelden en een zijaltaar naar de Johannes de Doperkerk en een paar andere beelden naar de schatkamer van de dom. Het vervangende interieur werd in de Tweede Wereldoorlog voor een groot deel verwoest.

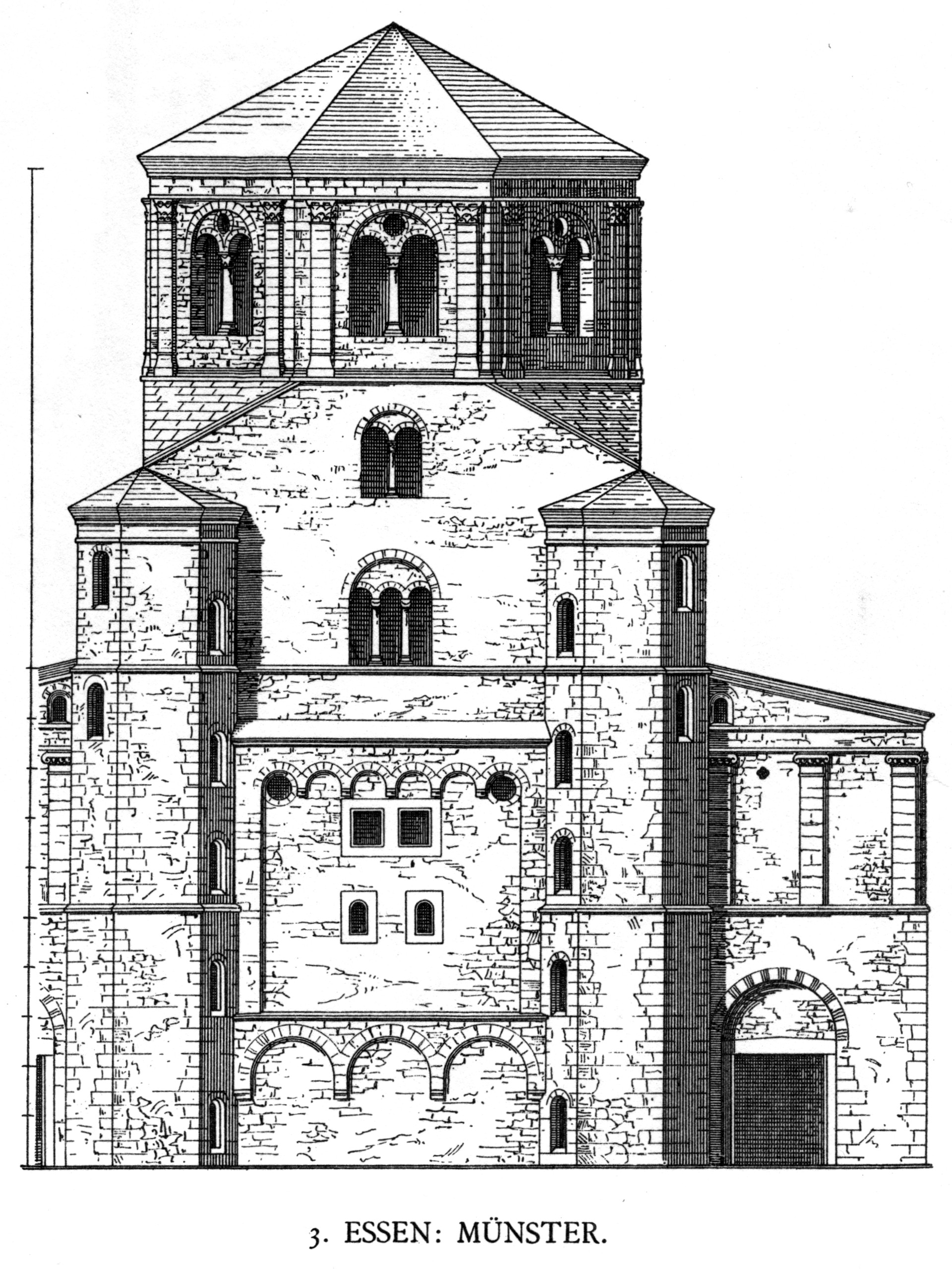
Reconstructietekening oorspronkelijk westwerk
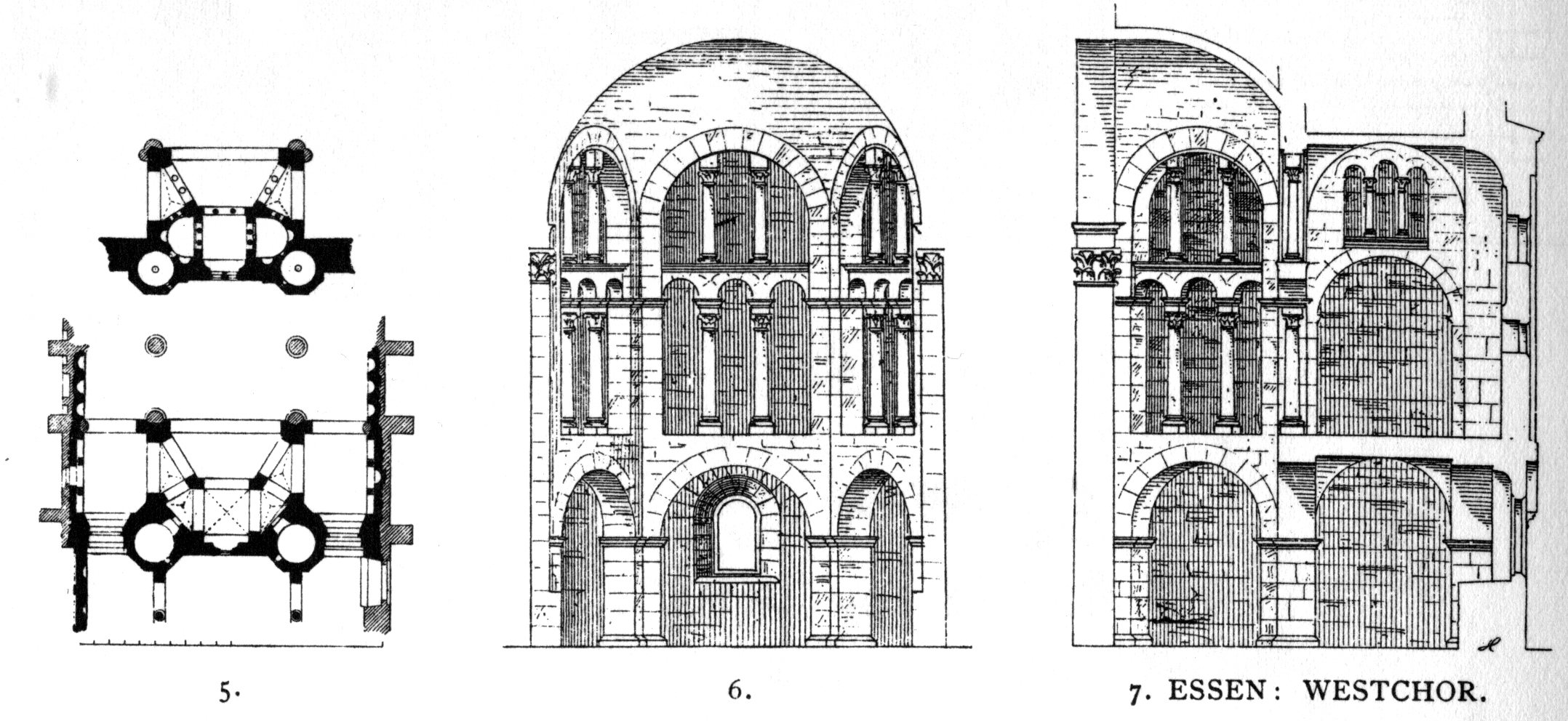
Plattegrond en binnenbouw van het westelijk koor
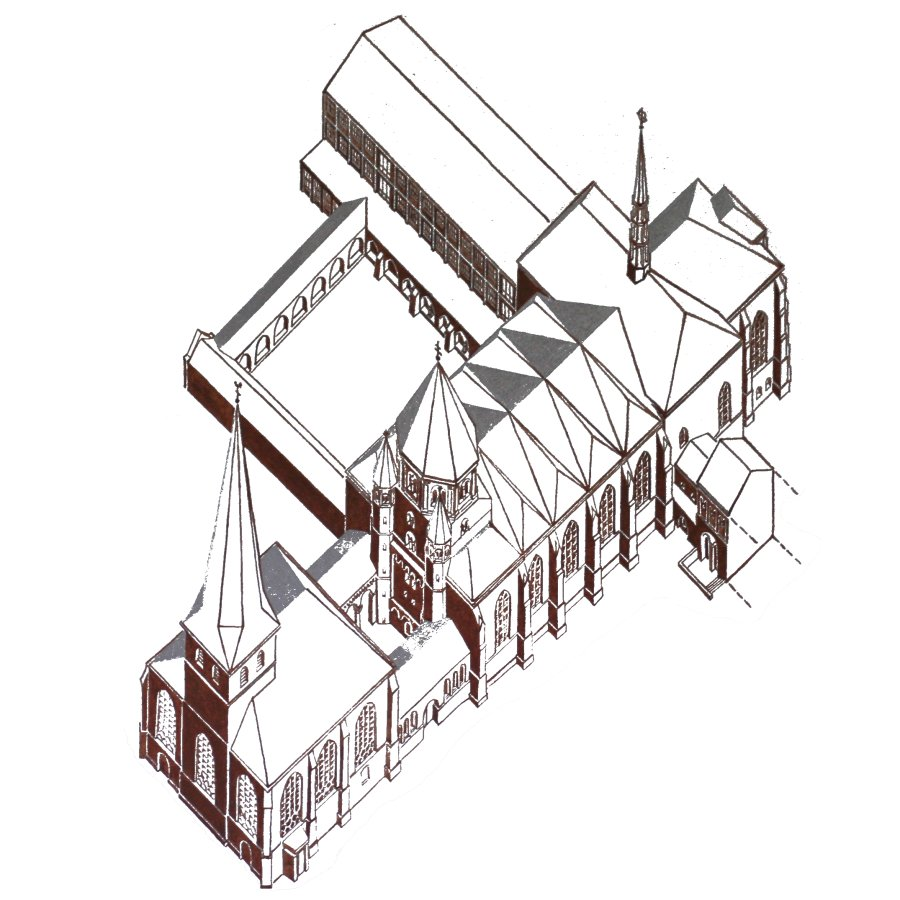
Huidige bouw met Johannes de Doperkerk, atrium en kruisgang

De domkerk diende vanaf de stichting tot de secularisatie in 1803 voornamelijk voor de leden van het damesstift. Het stift was te vergelijken met een kloosterkerk en volgde in een wereldser vorm de institutio sanctimonialium, waarin de rijkssynode van Aken in het jaar 816 de kanonikale levensvormen van de communiteiten voor vrouwen had laten vastleggen. Het aantal van de uit de adel stammende stiftsdames varieerde gedurende de eeuwen tussen 70 onder de bloeiperiode onder de abdis Mathilde in de 10e eeuw en slechts 3 dames in de 16e eeuw. De gewone bevolking maakte gebruik van de voorgelegen Sint-Johanneskerk die zich ooit uit de Ottoonse doopkapel had ontwikkeld, of de Sint-Gertrudiskerk op het Marktplein. Alleen op hoogtijdagen was de stiftskerk ook voor de bevolking toegankelijk. Tijdens de reformatie sloten de burgers van Essen zich in meerderheid bij de nieuwe leer aan, maar de abdissen en kanunniken en daarmee ook het stift bleven katholiek. De protestantse burgers namen de Sint-Gertrudiskerk (de huidige Marktkerk) over en de katholieke burgers bleven de Johannes de Doperkerk gebruiken.
Na de secularisatie werd de munsterkerk met de gehele inventaris door de Johannes de Doperparochie overgenomen. De volgende 150 jaar bleef de dom een gewone parochiekerk. De ingeburgerde naam "munsterkerk" bleef echter voortleven, ondanks de opheffing van de stift. In 1958 werden uit delen van de bisdommen Münster, Paderborn en Keulen het nieuwe bisdom Essen opgericht. Daarmee kreeg de munsterkerk de status van bisschopskerk. Op 1 januari 1958 werd de eerste bisschop van Essen, Franz Hengsbach, ingehuldigd.
Hoogtepunt van de meer dan 1000-jarige geschiedenis van de domkerk was ongetwijfeld het bezoek van paus Johannes Paulus II in 1987.

## De verwoesting in de Tweede Wereldoorlog
In de nacht van 5 op 6 maart 1943 koerste de Royal Air Force met 442 vliegtuigen naar de voor de oorlogsindustrie belangrijke stad Essen. In minder dan een uur tijd werden 137.000 brandbommen en 1100 vliegerbommen over de binnenstad afgeworpen. De Munsterkerk werd zeer zwaar beschadigd en brandde geheel uit. Slechts het westelijke deel en de crypte, de oudste delen van de bouw, leden geringe schade. Na de bevrijding nam de raad unaniem het besluit dat de kerk moest worden herbouwd. Door de verwoesting werden omvangrijke archeologische afgravingen mogelijk, waardoor er veel informatie over de voorgeschiedenis van de kerk ter beschikking kwam. Vanaf 1951 werd begonnen met de herbouw, die in 1958 werden afgesloten.

## Recente vergrotingen
In de jaren 1981-1983 werd onder het atrium een westelijke crypte gebouwd, de Adveniatcrypte. In de crypte met gegoten betonreliëfs van Emil Wachter werden de gevonden beenderen van de onder het atrium bijgezette kanunniken begraven. In 1991 werd ook kardinaal Franz Hengsbach hier bijgezet. Sinds 10 oktober 2004 is een kapel in het zuidelijk zijschip gewijd aan de in 2001 zalig gesproken Nicolaas Gross.

## Afmetingen

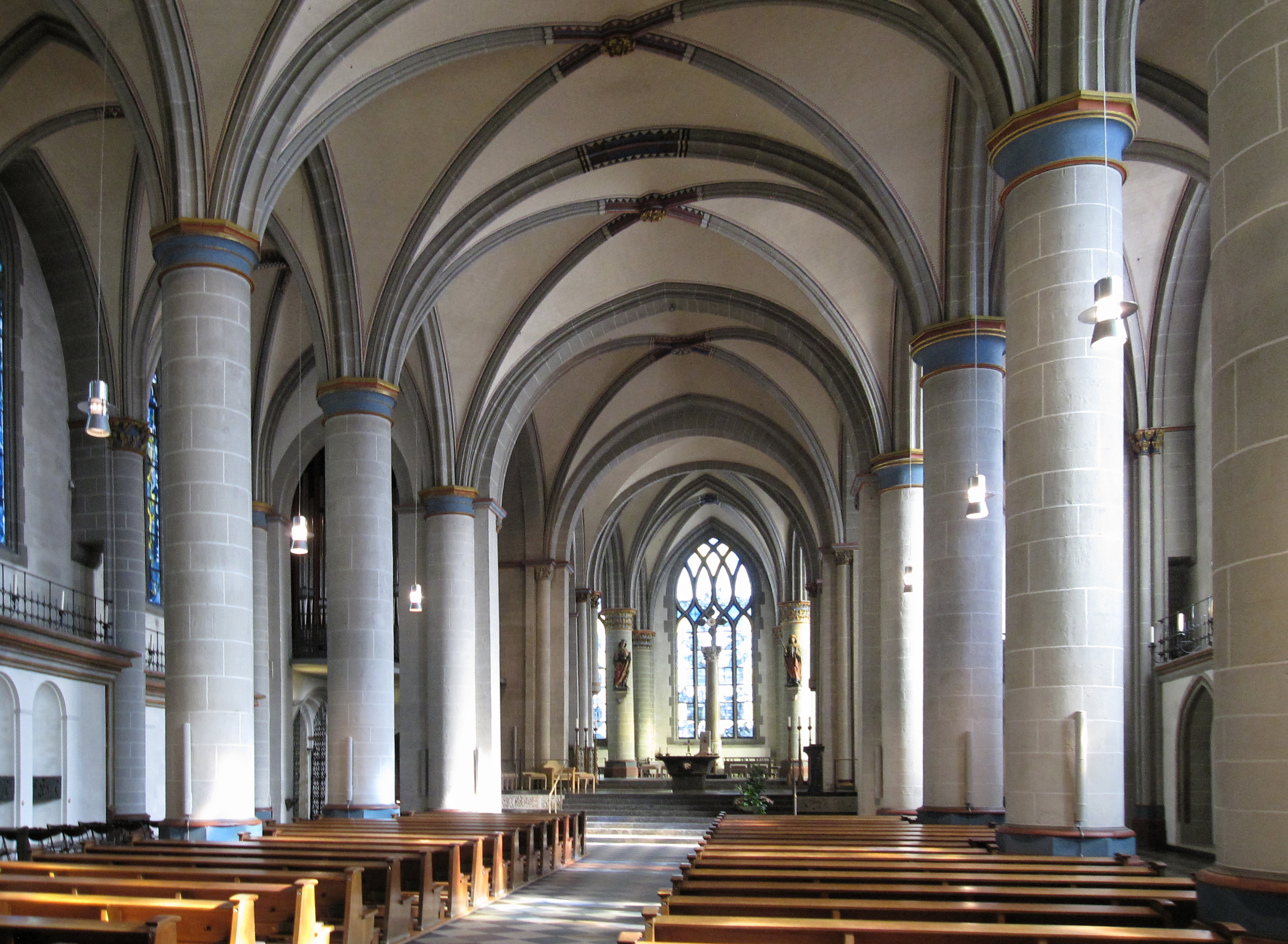
Interieur richting koor

De totale lengte van het kerkenensemble (dus inclusief de voorgelegen Sint-Johannes de Doperkerk) is 90 meter lang. De breedte bedraagt tussen 24 meter en 31 meter bij het transept met de aanbouw naar de schatkamer. De hoogte-afmetingen zijn:
| Hoogte                  | Binnen          | Buiten |
| ----------------------- | --------------- | ------ |
| Kerkschip               | 13 m (Gewelven) | 17 m   |
| Koor (m. crypte)        | 15 m (Gewelven) | 20 m   |
| Westwerk                |                 | 35 m   |
| Vieringstoren           |                 | 38 m   |
| Toren Sint-Johanneskerk |                 | 50 m   |

## Interieur

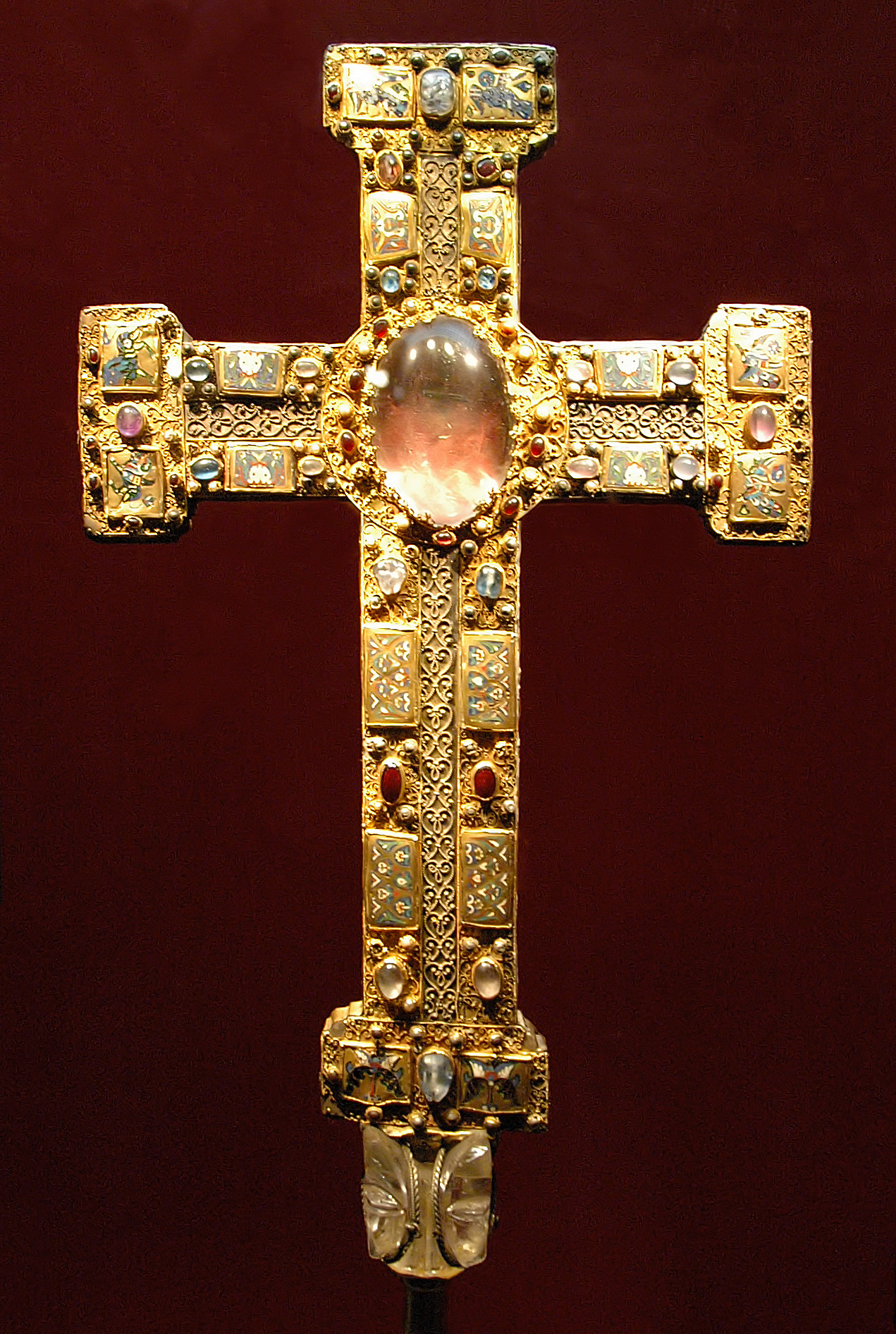
Theophanukruis

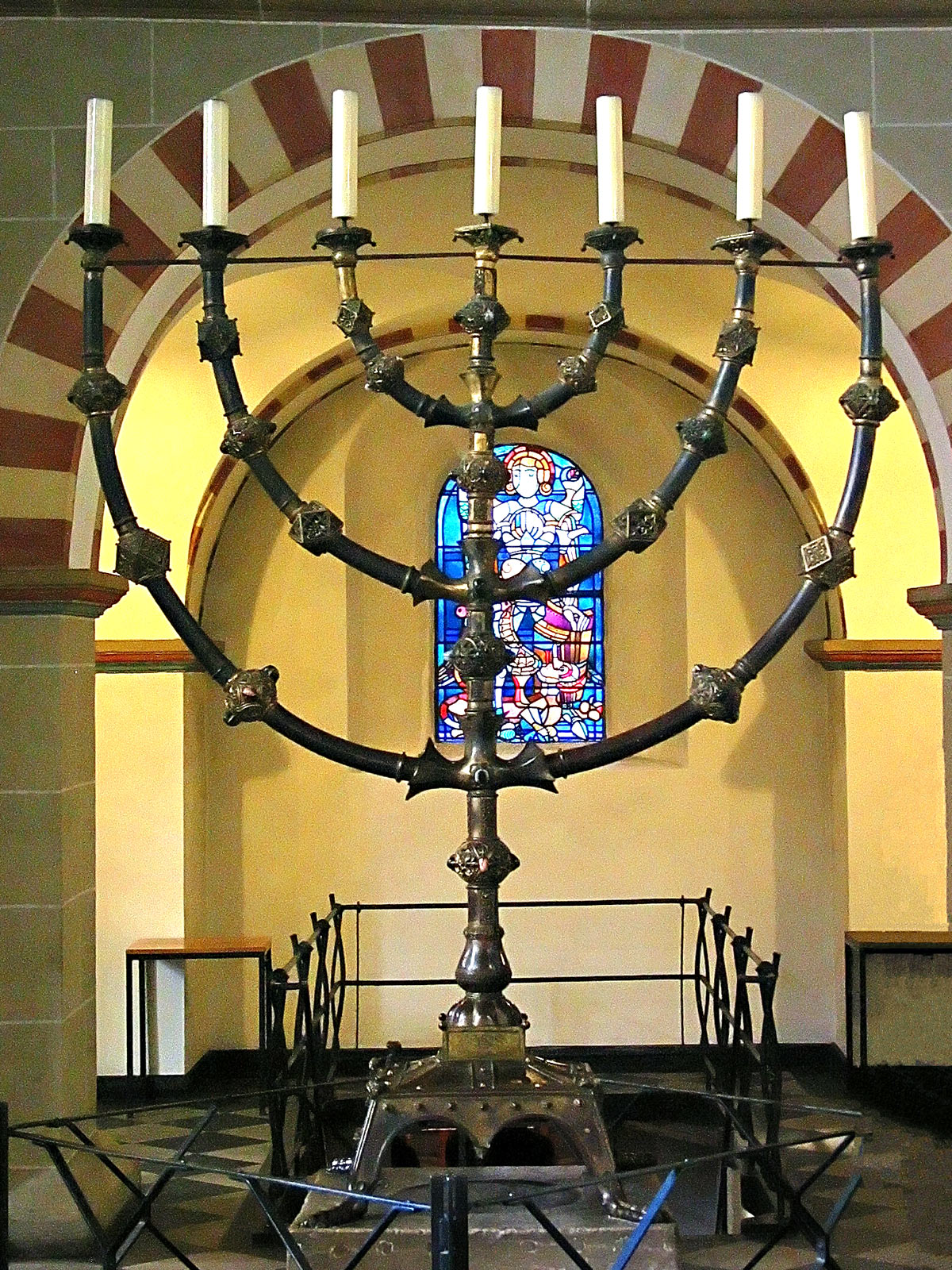
Zevenarmige kandelaar

Door de barokkisering in de 18e eeuw, de gotisering van de 19e eeuw en de verwoestingen van de Tweede Wereldoorlog is er weinig van de vroegere inrichting overgebleven. Wat er daarentegen overbleef is echter zeer bijzonder.

### Schatkamer
Tot de kerkschat behoren onder meer de kinderkroon van keizer Otto III die hij bij zijn kroning in de dom van Aken zou hebben gedragen. Vermeldenswaard zijn ook de vier Ottoonse processiekruisen, een Ottoons zwaard waarvan men lang meende dat het het zwaard betrof waarmee de martelaren Cosmas en Damianus werden onthoofd, meerdere gotische armreliekhouders, het omslag van het Theophanu-evangeliarum, een Karolingisch evangeliarium en een grote verzameling Bourgondische gespen.

### Gouden Madonna
In de noordelijke zijschipkapel bevindt zich sinds 1959 de grootste schat van de kerk. Het betreft de Gouden Madonna, het oudste gebeeldhouwde beeld van Maria ter wereld en de schutspatroon van het bisdom Essen. Het 74 centimeter hoge beeld van populierenhout is belegd met bladgoud en afkomstig uit de tijd van abdis Mathilde. Het beeld werd oorspronkelijk met processies meegedragen en kwam waarschijnlijk op grond van Mathildes verwantschap met het Ottoonse koningshuis naar Essen. Het meer dan duizend jaar oude beeld werd in 2004 geheel gerestaureerd.

### Menora
In de kerk bevindt zich eveneens een monumentale zevenarmige kandelaar, die de abdis Mathilde tussen 973 en 1011 liet maken. De kandelaar is 2,26 m hoog en 1,88 m breed en bestaat uit 46 bronzen gegoten onderdelen.

### Idazuil
De Idazuil is een kruiszuil en het oudste object in de kerk. Het staat in de koorruimte en draagt tegenwoordig een modern kruis. Tot in de 15e eeuw droeg de zuil een verguld kruis, waarvan de schenkingsplaquette en mogelijke nog enkele resten ervan zich in de domschat bevinden. Uit het inschrift ISTAM CRUCEM (I)DA ABBATISSA FIERI IUSSIT (vertaling: dit kruis liet abdis Ida vervaardigen) valt op te maken dat de in het jaar 971 overleden abdis Ida de opdrachtgeefster was. Helemaal zeker is dit echter niet, het zou ook een schenking kunnen betreffen van de gelijknamige abdis van de Heilige Maria in het Capitool te Keulen. Op grond van de verticale groeven en de attische basis wordt aangenomen dat de zuil zelf een antieke spolia is. Het kapiteel is rijk versierd en geïnspireerd op de antieke tijd.

### Overige kunstwerken
- In de oostelijke crypte bevindt zich het gotisch graf van de stichter van Essen, bisschop Altfrid van Hildesheim. De kalkstenen sarcofaag dateert uit circa 1300 en ontstond vermoedelijk onder abdis Beatrix.
- De Grafleggingsgroep in het zuidelijke zijschip is laatgotisch. De beeldengroep werd in het eerste kwart van de 16e eeuw gemaakt door een onbekend meester uit Keulen.
- Een ander beeld uit de vroege 16e eeuw is het kort na 1500 gemaakte beeld van de, in sommige landen als noodhelper bekendstaande, Sint-Rochus aan de noordelijke muur van de dom.
- Twee epitafen vertegenwoordigen de barokke periode. Het oudste epitaaf van de in 1614 overleden abdis Elisabeth von Bergh toont duidelijk invloeden van de renaissance. Het werd in Antwerpen van zwart marmer gemaakt en is te vinden aan de noordelijke muur van het oostelijke zijschiptravee en bevat een afbeelding van de abdis in haar ambtskleding, omgeven met wapens van haar voorouders. Het tweede epitaaf is van abdis Anna Salome von Salm-Reifferscheidt en bevindt zich aan de noordelijk muur van de orgelgalerij.
- Door de verwoestingen in de oorlog bezit de kerk geen oude middeleeuwse ramen meer. Bij de wederopbouw kregen een aantal moderne kunstenaars de opdracht nieuwe vensters en sacrale kunstwerken voor de kerk te ontwerpen, onder de voorwaarde dat deze moesten harmoniëren met de oude bouw.

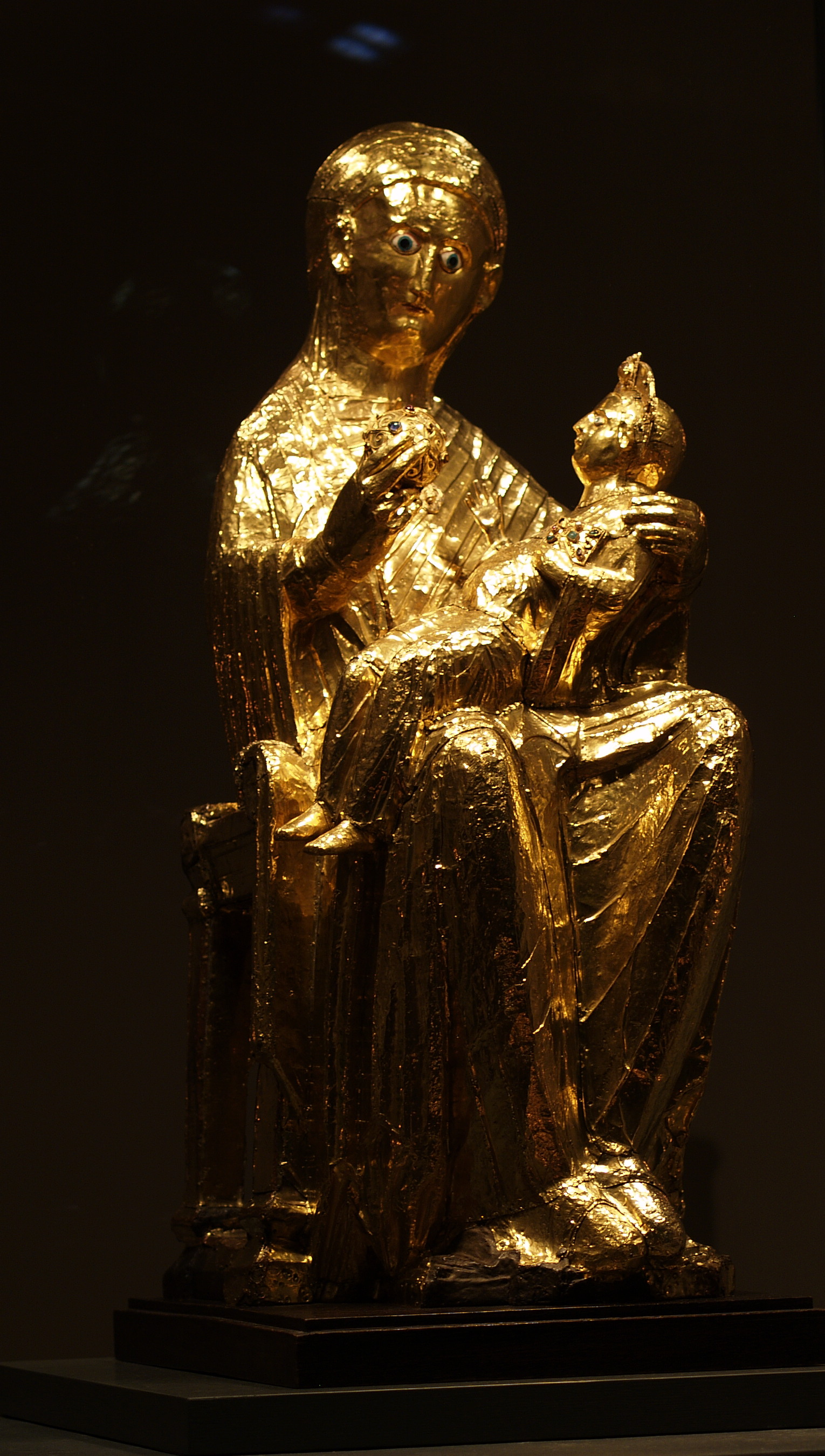
Gouden Madonna
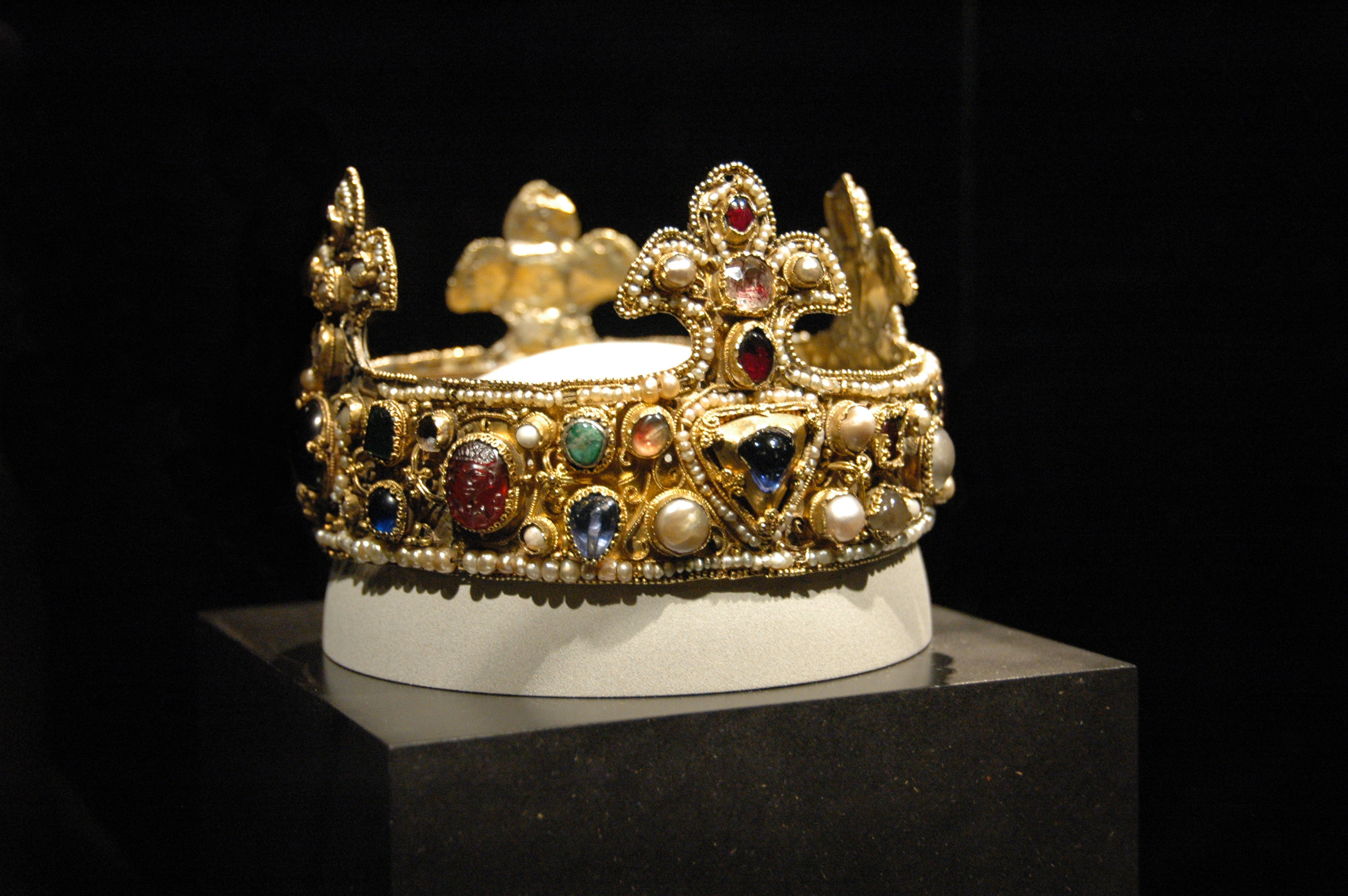
Kinderkroon
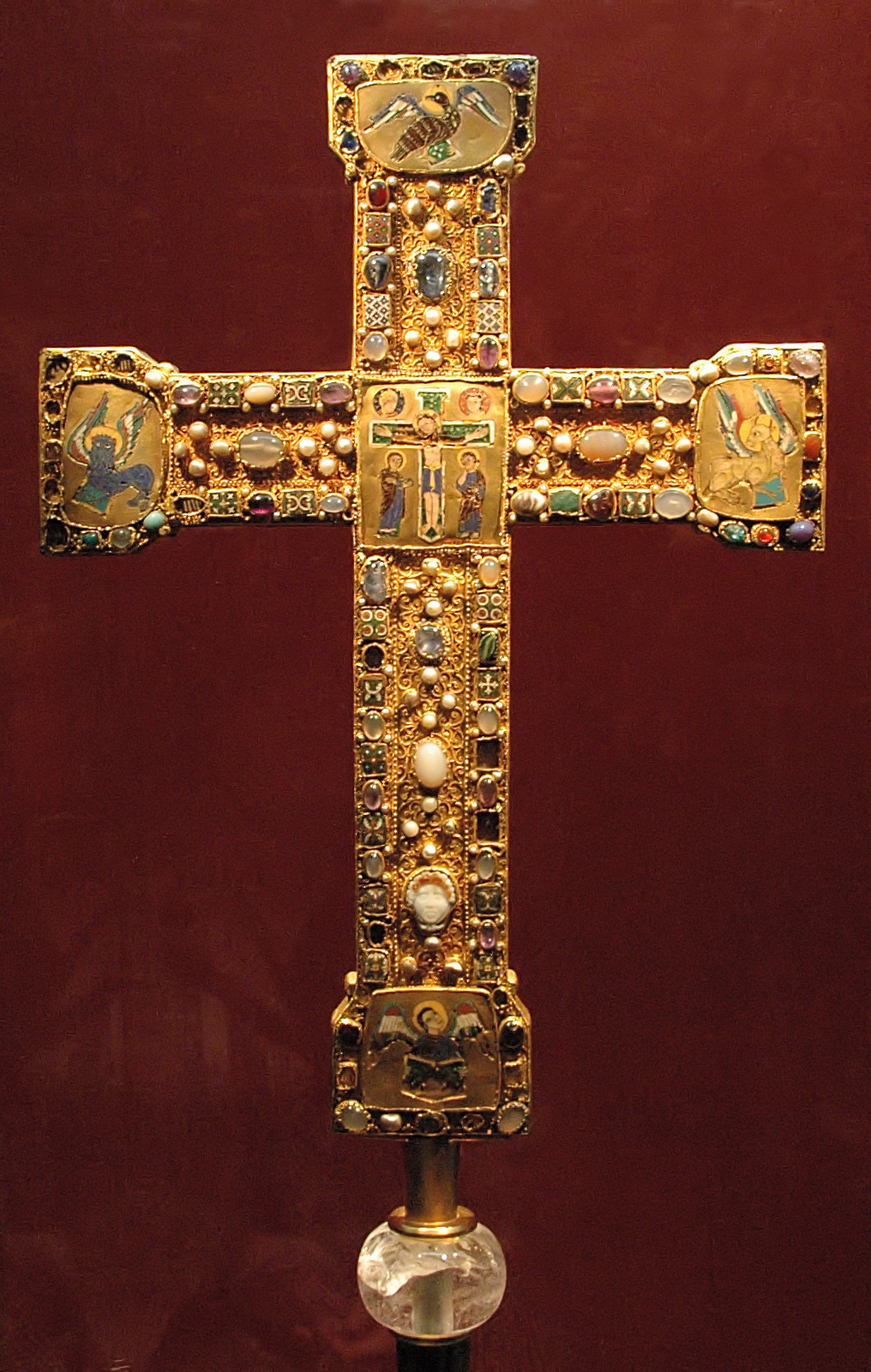
Processiekruis
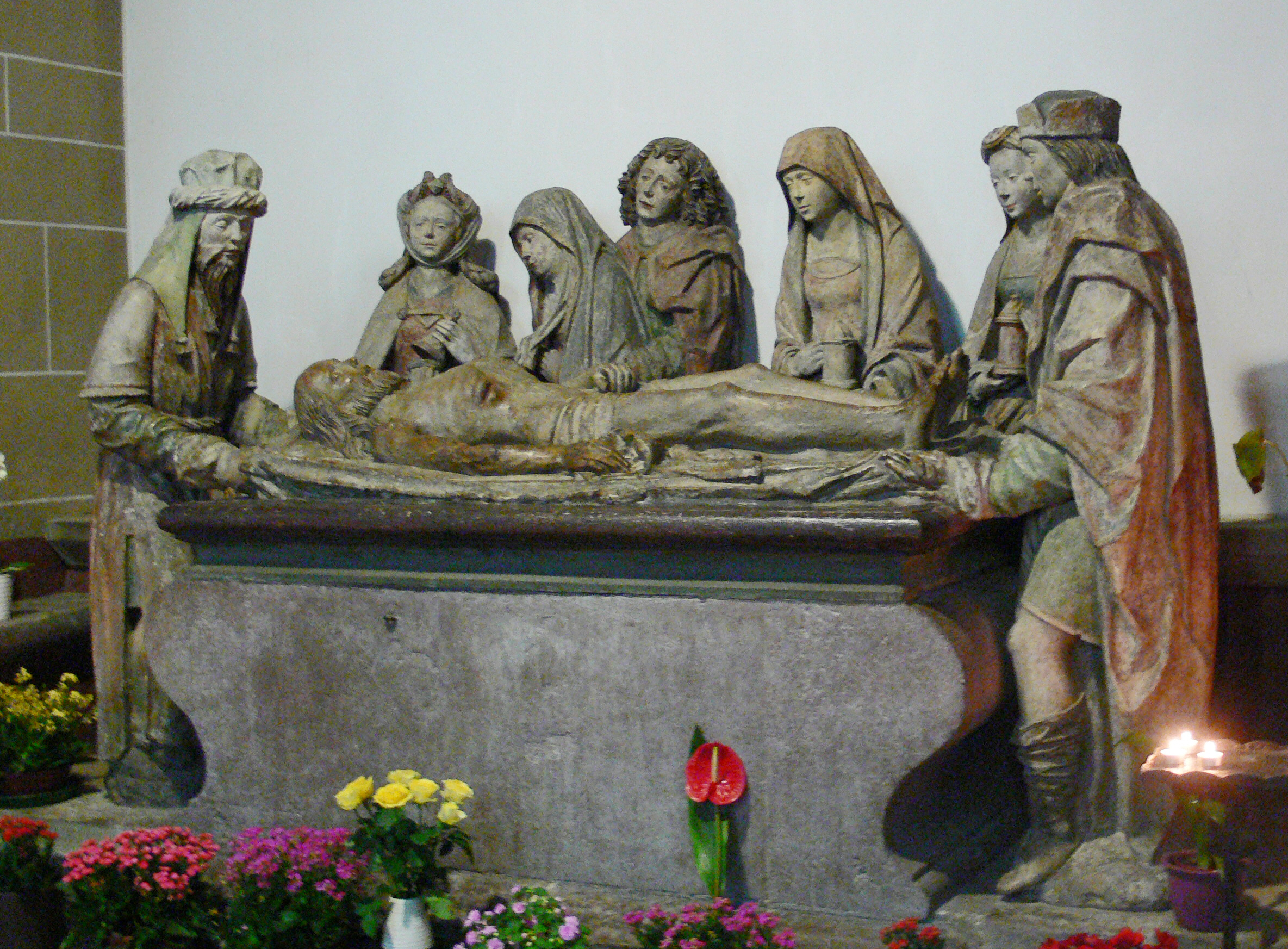
Grafleggingsgroep
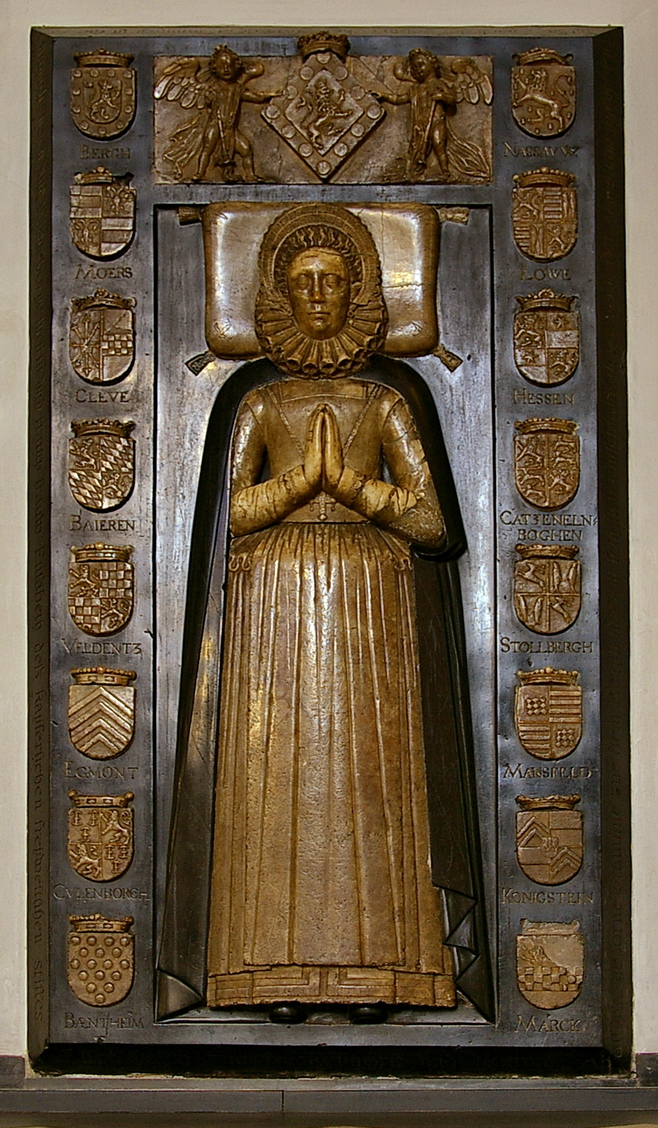
Epitaaf Elisabeth von Bergh
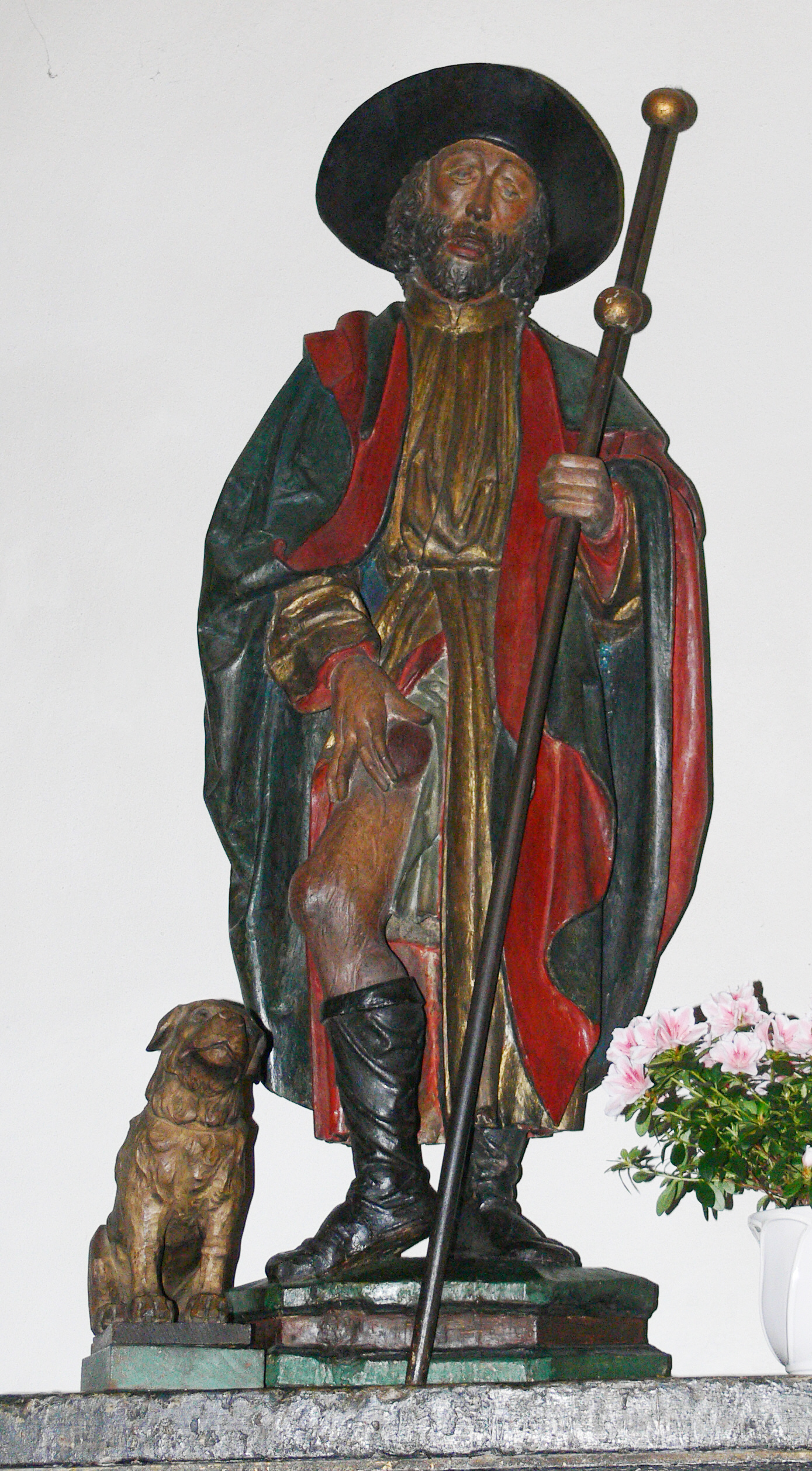
Beeld van Sint-Rochus

### Orgel
De domkerk vervoegt sinds 2004 over een nieuw orgel, dat door het gerenommeerde orgelbedrijf Rieger uit Schwarzach werd gebouwd. Het orgel wordt eveneens voor concerten gebruikt en bezit 4 manualen, 95 pijprijen, 69 registers en 5.102 pijpen.

### Klokken
In de klokkenstoel van het westwerk en de dakruiter boven de viering hangen de klokken van de stiftskerk. Het aantal klokken wordt aangevuld door de klokken in de toren van de voorgelegen Sint-Johanneskerk, alhoewel deze in 1787 gegoten klokken qua klank niet helemaal bij de deels oudere klokken van de domkerk passen.
| Nr. | Naam                   | Gietjaar      | Gieter, Gietplaats                        | Doorsnee (mm) | Gewicht (kg, ca.) | Schlagtoon (HT-1/16) | Toren                              |
| 1   | Maria                  | 1546          | Derich von Coellen (Zuschreibung)         | 1389          | 1650              | e1 –4                | Octagon van het westwerk           |
| 2   | Christus               | eind 13e eeuw | onbekend                                  | 1278          | 1200              | fis1 –1              | Octagon van het westwerk           |
| 3   | –                      | 14e eeuw      | onbekend                                  | 917           | 450               | ais1 +5              | Octagon van het westwerk           |
| 4   | –                      | 1522          | onbekend                                  | 477           | 80                | gis2 +4              | Dakruiter vieringtoren             |
| 5   | Maria Troosteres       | 1955          | Petit & Gebr. Edelbrock, Gescher          | 425           | 50                | ais2 +3              | Dakruiter vieringtoren             |
| 6   | Maria Koningin         | 1955          | Petit & Gebr. Edelbrock, Gescher          | 371           | 38                | cis3 +3              | Dakruiter vieringtoren             |
| I   | Johannes de Doper      | 1787          | Henricus & Everhardus Petit, Aarle-Rixtel | 995           | 680               | gis1 +1              | Klokkentoren Johannes de Doperkerk |
| II  | Johannes de Evangelist | 1787          | Henricus & Everhardus Petit, Aarle-Rixtel | 790           | 330               | his1 –4              | Klokkentoren Johannes de Doperkerk |
| III | Johannes de Doper      | 1787          | Henricus & Everhardus Petit, Aarle-Rixtel | 669           | 200               | dis2 –1              | Klokkentoren Johannes de Doperkerk |